# セクエンツァ (ベリオ)
セクエンツァ（伊:Sequenza）は、イタリアの作曲家ルチアーノ・ベリオが作曲した一連の器楽曲群（1曲のみ声楽曲）の総称である。以下の14曲からなる。時期的な偏りはあるものの、作曲者が約半世紀にもわたって作曲し続けた、ライフワークともいえるソロ作品群である。

## 楽曲構成
- セクエンツァI（フルート、1958年作曲）
- セクエンツァII（ハープ、1963年）
- セクエンツァIII（女声、1965年）
- セクエンツァIV（ピアノ、1965年）
- セクエンツァV（トロンボーン、1966年）
- セクエンツァVI（ヴィオラ、1967年）
- セクエンツァVII（オーボエ、1969年）
実際の演奏ではオスティナートとしてオシレーター、録音テープ、もう1本のオーボエのいずれかがB4の音を伸ばし続ける必要がある。
- セクエンツァVIII（ヴァイオリン、1976年）
- セクエンツァIX（クラリネット、1980年）
- セクエンツァX（トランペットと共鳴のためのピアノ、1984年）
- セクエンツァXI（ギター、1987年）
- セクエンツァXII（ファゴット、1995年）
- セクエンツァXIII（アコーディオン、1995年）
- セクエンツァXIV（チェロ、2002年）

また、他の楽器で演奏されるよう編曲されたものに以下のものが存在する。
- セクエンツァVIb（チェロ、1981年）（ロハン・デ・サラム編曲）
- セクエンツァVIIb（ソプラノサックス、1995年）（クロード・ドゥラングル編曲）
- セクエンツァIXb（アルトサックス、1981年）（作曲者自身の編曲）
- セクエンツァIXc（バスクラリネット、1980年）（ロッコ・パリシ編曲）
- セクエンツァXIVb（コントラバス、2004年）（ステファノ・スコダニッビオ編曲）

2003年、作曲者が死去したことにより、全14曲となっている。かなりの期間、ホルン独奏、打楽器独奏の個人委嘱によるセクエンツァの依頼が先延ばしになっていたが、結局は断片すら完成させることは無かった。
第1番では定量テンポで刻まれる各小節線の中で奏者が自由な時間を計るプロポーショナル・ノーテーションが要求されている（ただし晩年の改訂版では従来の記譜法による固定されたリズムを持つ版もある）。また全てのセクエンツァにおいて、繰り返される一定の時間の流れの中で「ハーモニックフィールド」と呼ばれる作曲者独特の和声的な展開を見せるのが特徴である。
最も視覚的にわかりやすいのがVII（オーボエ）の楽譜である。これはおよそA1判に近い巨大な1枚の楽譜に、それぞれコンマ単位の異なる秒数で小節線を割り振った縦線があり、横線である五線譜の各段にすべて共通してこの縦線の時間が割り振られている。この中をドローン音としてオシレーター、録音テープ、もう1本のオーボエのいずれかで常に鳴らされるB4を中心に、ソリストであるオーボエによってさまざまな技巧を混ぜながら音程的な展開を漸次見せる。